# Ernst Diepschlag
Ernst Diepschlag (* 20. Februar 1885 in Wengern; † 28. Dezember 1953 in Freiberg) war ein deutscher Metallurge und Hochschullehrer.

## Leben
Nach dem Abitur an der Oberrealschule in Hagen studierte Ernst Diepschlag an der RWTH Aachen und der Bergakademie Berlin Eisenhüttenkunde. 1906 wurde er in Aachen Mitglied des Corps Marko-Guestphalia. Das Studium schloss er 1911 in Berlin als Dipl.-Ing. ab.
Seine berufliche Laufbahn begann er 1911 als Betriebsassistent bei den Rombacher Hüttenwerken. 1914 wurde er Hochofenbetriebschef der Halbergerhütte in Brebach. 1920 erhielt er eine Dozentur für Technologie und Hüttenkunde am Polytechnikum Köthen. 1921 wurde er als Professor für Eisenhüttenkunde an die Technische Hochschule Breslau berufen und wurde dort Direktor des Eisenhüttenmännischen Instituts. Ab 1923 lehrte er auch Gießereikunde. Nach der Flucht aus Breslau in den letzten Kriegstagen lehrte er zunächst Chemie an der Akademie für Technik in Chemnitz. Von 1946 bis zu einer Emeritierung im Jahre 1953 lehrte er als Institutsdirektor Eisenhüttenkunde an der Bergakademie Freiberg, der er von 1947 bis 1949 als Rektor vorstand. Von 1949 bis 1951 war er deren Prorektor. 1949 wurde er zum Ordentlichen Mitglied der Sächsischen Akademie der Wissenschaften berufen.
Als Leiter der „Hochofen- und Niederschachtofen-Kommission“ der Deutschen Wirtschaftskommission oblag ihm die strategische Planung der Eisenproduktion in der SBZ/DDR. Am Wiederaufbau der Maxhütte in Unterwellenborn war Diepschlag beratend beteiligt; beim Aufbau des Eisenhüttenkombinats Ost betätigte er sich in der Planung und als Gutachter. Wissenschaftlich arbeitete er über die Erzeugung von Roheisen, Gusseisen und Stahl sowie deren mechanische Eigenschaften. Von mehr als 100 Publikationen war Diepschlag Autor oder Co-Autor. Er hielt 28 Patente.

## Schriften (Auswahl)
- Über neuere Bauarten von Martinofenköpfen, 1922
- Der Hochofen, 1932
- Die Reduktion von Eisenerz unter Anwendung höherer Drücke, 1936
- Analytische Untersuchung basischer Siemens-Martin-Schlacken, 1941
- Die Anwendbarkeit der Regelungstechnik in der Hüttenindustrie, 1952